# Fridi Martina
Fridi Maria Martina (Curaçao,  15 januari 1950 – Curaçao, 10 mei 2014) was een Nederlands actrice, regisseur, toneelschrijver en dramadocent en zanger van Curaçaose afkomst.

## Biografie
Toen Fridi Martina 9 jaar oud was stierf haar moeder en haar vader had ze niet gekend. Haar vader was drie maanden na haar geboorte weggegaan. Martina groeide tussen rooms-katholieke nonnen op en daar raakte zij geïnspireerd om haar dromen te volgen en om zichzelf te bevrijden van mentale slavernij. Na het middelbaar onderwijs studeerde Fridi boekhouden. Op 21-jarige leeftijd verhuisde Martina naar Nederland. In 1974 werd Martina de eerste Afro-Caraïbische student aan de Amsterdamse Toneelschool. Er heerste verdeeldheid over haar aanwezigheid. Er waren leraren die vonden dat ze zich koest moest houden en een andere groep was blij met haar komst. In opdracht van Johan Greter, een belangrijke speldocent, maakte Martina een eigen toneelstuk als afstudeerstuk. Het stuk, getiteld Siegu pa kolo of wel Kleurenblind, ging over discriminatie onder zwarte mensen. Het succes van haar stuk leidde tot twee tournees langs de Antillen én door Nederland. Iedere avond speelde zij in een andere taal: Nederlands, Engels of Papiaments. Het stuk was een schok voor een groot deel van de zwarte bevolking, zowel in Nederland als op de Antillen. Ze had uitgesproken ideeën over de emancipatie van het Curaçaose volk en het Koninkrijk. Zo was zij van mening dat alle partners binnen het Koninkrijk samen met elkaar moesten optrekken. Haar ideeën hierover verwerkte zij later in een script met de titel Orange will do too.
Na haar studie werkte Martina als actrice in films, theater, op televisie, en bij de radio. Onder meer speelde ze in de televisieseries Goede tijden, slechte tijden (1990), Vrouwenvleugel (1993) , De Erfenis (2004) en Wolven (2012). In 1980 richtte zij samen met Margareth Adama hun eigen theatergroep op, Adamaria. In 1986 opende ze samen met Margareth Adama (Madama)  een interculturele kunstgalerie in Amsterdam onder de naam Villa Baranka. In de jaren ’90 werkte Martina als dramadocent aan de Hogeschool voor de Kunsten in Utrecht.
In 1997 verhuisde Martina terug naar Curaçao waar zij ook doceerde aan de UNA naast haar theaterwerk en haar debuut als zanger. Ook schreef zij voor Sentro di Dama (Seda) het stuk ‘Ai tata’, over het recht en de plicht van vaders om voor hun kroost te zorgen. Het laatste werk van haar hand was een trilogie met de naam Ont(k)leding des vermogens, waarin zij onder andere gedichten en monologen had opgenomen. In 2019 verscheen postuum een bloemlezing van haar monologen, liedteksten en gedichten in het Nederlands, Papiaments en Engels onder de titel In good company.
Martina is in 2014 aan de gevolgen van de zenuwziekte ALS overleden. 